# Europese weg 607
De Europese weg 607 of E607 is een Europese weg die loopt van Digoin in Frankrijk naar Chalon-sur-Saône in Frankrijk.

## Algemeen
De Europese weg 607 is een Klasse B-verbindingsweg en verbindt het Franse Digoin met het Franse Chalon-sur-Saône en komt hiermee op een afstand van ongeveer 90 kilometer. De route is door de UNECE als volgt vastgelegd: Digoin - Chalon-sur-Saône.

## Nationale wegnummers
De E607 loopt over de volgende nationale wegnummers:
| Nummer    | Tracé                         |
| Frankrijk | Frankrijk                     |
| --------- | ----------------------------- |
|           | Digoin - Montchanin           |
|           | Montchanin - Chalon-sur-Saône |